# Langues chapakura

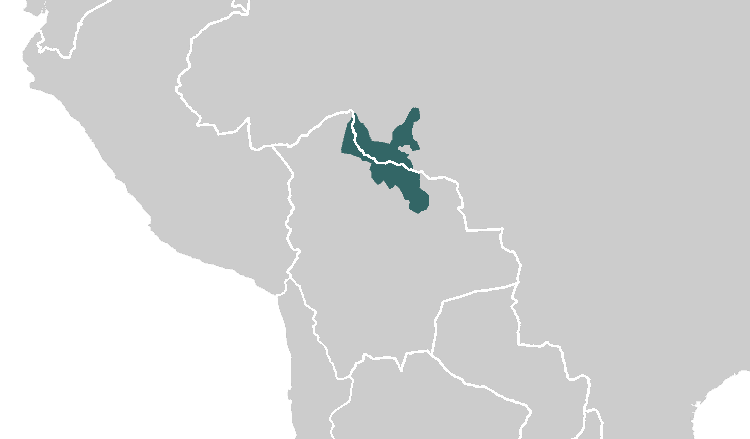
Extension des langues chapakura

Les langues chapakura sont une famille de langues amérindiennes d'Amérique du Sud, parlées en Amazonie, aux confins du Brésil et de la Bolivie.

## Classification
- Le moré
- Le kuyubi
- Le miguelenho-wanham
- L'oro win (en)
- Le wari

À cette liste il faut ajouter six langues qui sont apparemment éteintes : le torá, l'urupá, le yaru, le chapakura, le kitemoka et le napeka. Ces langues ne sont connues que par des listes de vocabulaires.